# Hieronyma fendleri
Hieronyma fendleri là một loài thực vật có hoa trong họ Diệp hạ châu. Loài này được Briq. mô tả khoa học đầu tiên năm 1900.